# Ангелина Гаталица
Ангелина Гаталица (Београд, 1924 — 2001) била је српска вајарка.

## Биографија
Рођена је 1924. године у Београду. Завршила је вајарство на Факултету ликовних уметности Универзитета уметности у Београду, специјални течај  и постдипломске студије у класи професора Илије Коларевића 1953. Године 1962. је добила стипендију из Фонда „Моша Пијаде” за усавршавање у иностранству. Током студија је путовала у Париз и Копенхаген. Кратко је била члан Београдске групе и групе „Самостални” са којима је излагала први пут 1951. Самостално је излагала у Београду 1953, 1956, 1958, 1961. у 1967. године. Један је од десет уметника који су излагали на првом Октобарском салону 1960 године. Излагала је на групним изложбама УЛУС-а и Октобарског салона. Учествовала је на вајарским симпозијумима у Аранђеловцу и Прилепу, као и у раду многих уметничких колонија у Југославији. Добитница је награде Удружења ликовних уметника Србије 1969. и 1973. Њене скулптуре се налазе у Панчеву, Београду, Аранђеловцу, Ужицу, Краљеву, Прилепу и Бихаћу, а дела су изложена у Музеју савремене уметности у Београду, Народном музеју Србије и разним приватним колекцијама. Преминула је 2001. године у Београду.